# 유서광
유서 광(唯徐光, ? ~ 기원전 87년)은 전한 중기의 관료이다.

## 행적
태시 3년(기원전 94년), 태상에 임명되었으나 안정도위로 좌천되었다.
후원 2년(기원전 87년), 무고에 연루되어 요참에 처하고 봉국은 폐지되었다.

## 출전
- 사마천, 《사기》 권19 혜경간후자연표
- 반고, 《한서》 권17 경무소선원성공신표·권19하 백관공경표 下

| 전임 조제 | 전한의 태상 기원전 94년 | 후임 근석 |

| 선대 아버지 용성강후 유서작 | 전한의 용성후 기원전 126년 ~ 기원전 87년 3월 임진일 | 후대 (폐지) |